# Хермаван Картаджайя
Гермаван Картаджайя (англ. Hermawan Kartajaya; нар. 18 листопада 1947) — індонезійський письменник, фахівець в галузі маркетингових досліджень. Відомий також під псевдонімом Tan Tjioe Shiok. Співзасновник Азійської Федерації маркетингу, президент Індонезійської ради суб'єктів малого підприємництва (ICSB) і президент Азійської ради для суб'єктів малого підприємництва (ACSB). 

## Життєпис
Картаджайя є автором п'яти книг, написаних у співавторстві з Філіпом Котлером - батьком сучасного маркетингу. Його остання книга "Маркетинг 3.0" широко визнана в усьому світі і переведена на 23 мови світу. Маркетингові концепції Картаджайя можна знайти в глобальному управлінні маркетингом і ввійшли в підручники багатьох країн. 
Для того, щоб допомагати молодим компаніям в Південно-Східній Азії, він заснував компанію MarkPlus, Inc. 
Гермаван Картаджайя також є міжнародно визнаним оратором і лектором. Він відвідував програму Гарвардської школи бізнесу за методом аналізу конкретних ситуацій і був слухачем навчання в Бостоні і Пекіні, спеціально призначеного для старших викладачів та деканів університетів у Китаї та Сингапурі. 
З 2006 року Картаджайя відвідує лекції по Nanyang MBA і програми Nanyang Fellows в Сингапурі. 
Декілька років тому він став першим спікером на 2012 World Marketing Summit в Дацці, Бангладеш, а також на World Marketing Summit 2014 в Токіо, Японія. Картаджайя також був основним доповідачем на  QSP Summit 2012 у Порто, Португалія та рекомендованим the Kellogg Innovation Network Global Summit 2012 у Еванстон, США.

## Премії, визнання та нагороди
У 2003 році був внесений Королівським інститутом маркетингу Великої Британії у список «50 гуру, які сформували майбутнє маркетингу», до якого також увійшли Філіп Котлера, Девід Аакер, Гарі Гемел, Том Пітерса та Сет Ґодін. 
У 2009 році отримав видатну глобальну премію лідерства від Тихоокеанської Бізнес Асоціації в Університеті Небраски-Лінкольна. Він також отримав Lifetime Achievement Award в галузі маркетингу від Jawa Pos і почесного доктора ITS Surabaya.